# Kirin (Chorwacja)
Kirin – wieś w Chorwacji, w żupanii sisacko-moslawińskiej, w gminie Gvozd. W 2011 roku liczyła 52 mieszkańców.